# Cerro La Palma
El Cerro La Palma (8°12′29″N 71°47′57″O / 8.208, -71.7992) es una formación de montaña ubicada al sur de Piñango, en el extremo este de La Sierra La Culata, Estado Mérida, Venezuela. A una altitud de 3.197 m s. n. m. el Cerro sureste Palma es una de las montañas más alta en Mérida.